# Piano
För andra betydelser, se Piano (olika betydelser).

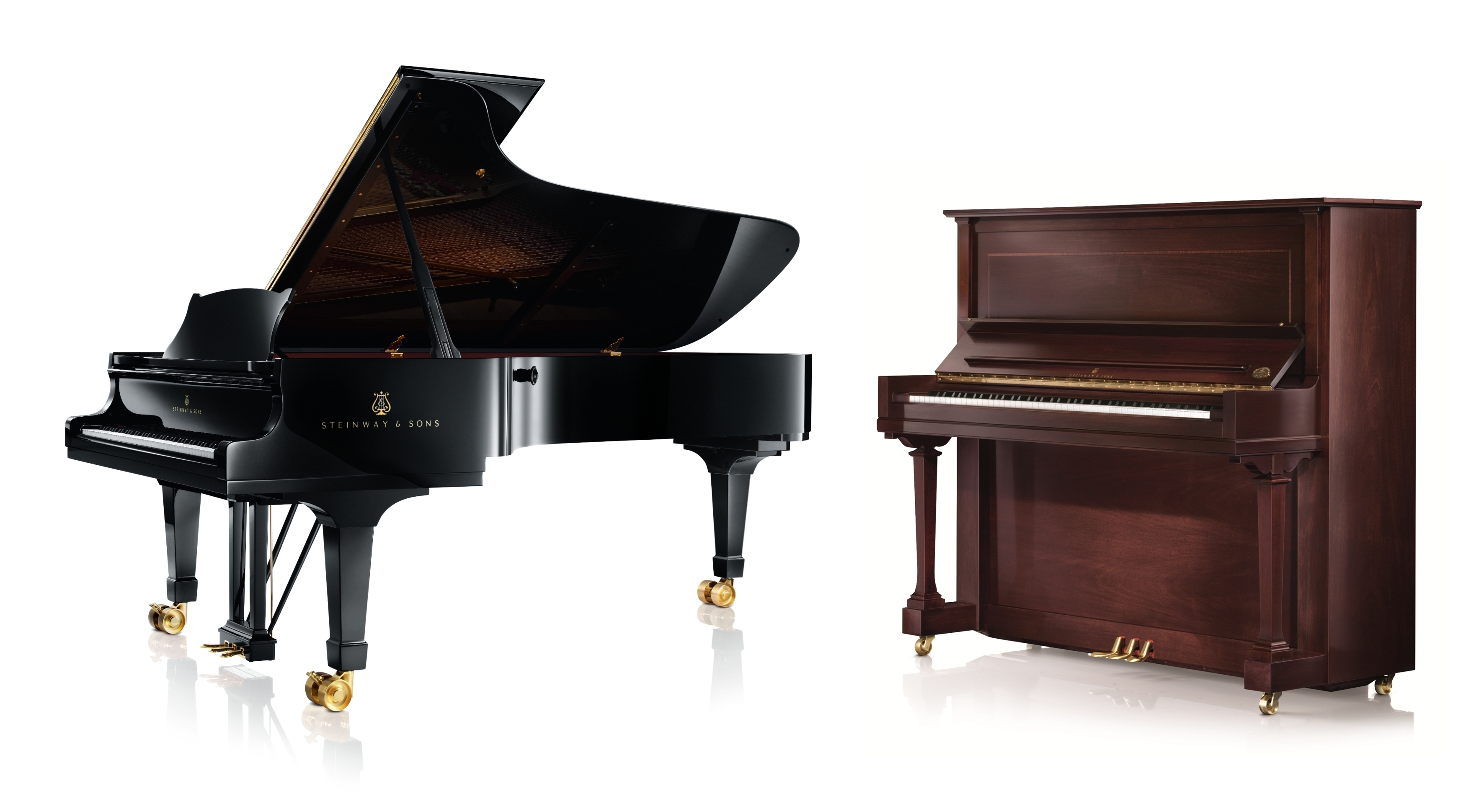
Flygel och pianino

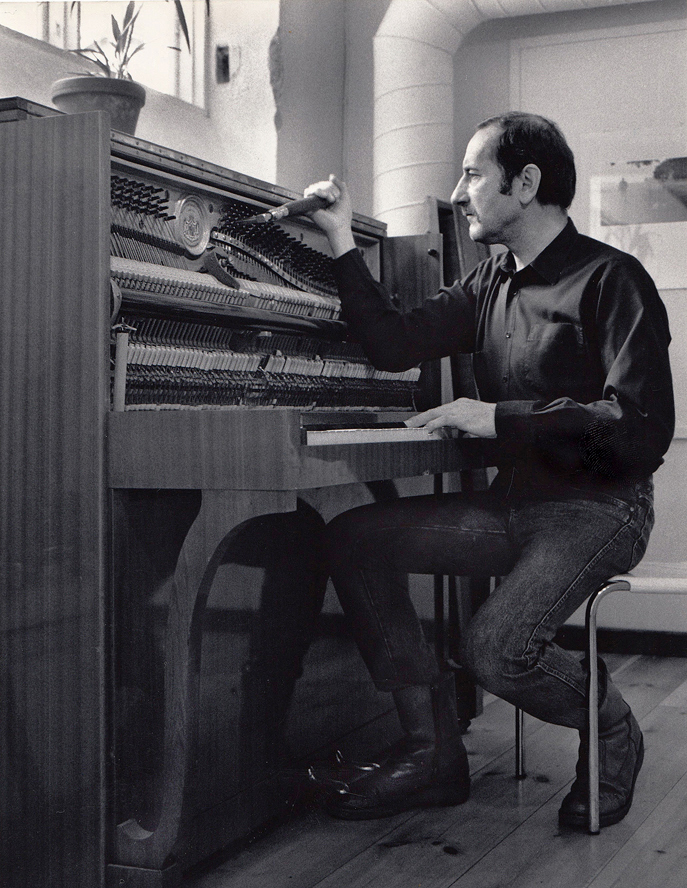
En pianostämmare stämmer ett "ståpiano".

Schematisk bild

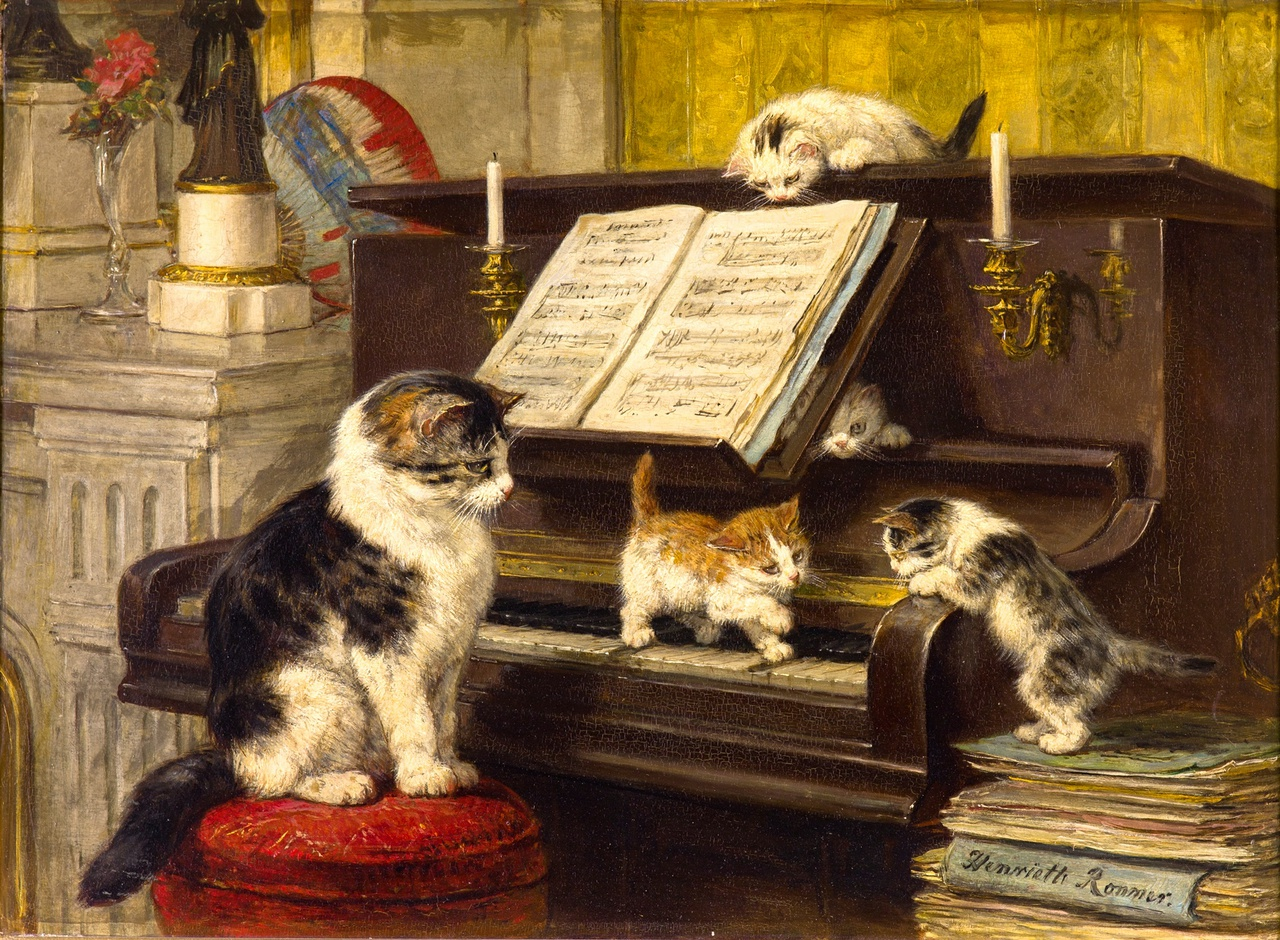
Henriëtte Ronner-Knip (1897)

Piano (eller pianoforte) är ett musikinstrument tillhörande underkategorin klaverinstrument. Det är en vidareutveckling av hackbrädet och i viss mening också av cembalon.

## Utformning
Den stora skillnaden mellan piano och cembalo är att pianots ton åstadkoms av att en hammare slår an strängen. På cembalon åstadkoms tonen genom en knäppning på strängen, vilket gör att tonstyrkan blir lika stor oberoende av hur hårt man slår an tangenterna. Pianots anslagsmekanism är mycket avancerad – när man trycker på en tangent på ett vanligt hemmapiano rör sig cirka 31 olika delar – och möjliggör kontroll av tonstyrkan via anslaget på tangenterna – därav namnet pianoforte, som antyder att man kan spela både svagt (piano) och starkt (forte). Klavikordet är en annan föregångare, med enklare mekanism. Ett piano har normalt 88 tangenter.
När man behöver skilja mellan ett litet stående hemmapiano och den ursprungliga och mekaniskt bättre stora pianotypen, som man föredrar som konsertinstrument, så kallas det stående pianot upprätt(stående) piano, eller kammarpiano; det liggande kallas flygel. Ett pianino är ett mindre upprättstående piano (ordet är en italiensk förminskningsform som betyder 'litet piano'). Ett piano från omkring Wolfgang Amadeus Mozarts eller Ludwig van Beethovens tid skiljer sig så mycket från dagens att man nästan kan tala om två olika instrument, fast utvecklingslinjen mellan dem är kontinuerlig. Vill man därför skilja ut den äldre pianotypen, kan man kalla den hammarklaver.
Ett digitalpiano är ett helelektroniskt instrument med fullt pianoklaviatur (88 tangenter), som emulerar klangen av ett akustiskt piano och även efterliknar tangenternas tyngd. Digitalpianot skall inte sammanblandas med ett elpiano, som är en familj av äldre elektromekaniska klaverinstrument vars klang inte har särskilt stor likhet med ett akustiskt piano.

## Historia
År 1709 konstruerade en cembalobyggare i Florens, Bartolomeo Cristofori, en spelmekanik där en läderklädd hammare slog an mot strängen när man tryckte ner tangenten. Genom att slå med varierande kraft kunde man påverka tonstyrkan. Tonen var starkare än från ett klavikord, så att den bar ut i stora rum som från en cembalo, men till skillnad från på den kunde man spela starkt eller svagt, mjukt eller hårt efter önskan. Cristofori kallade därför sitt instrument gravicembalo col piano e forte – ungefär 'cembalo med både svagt och starkt i'. Piano betyder svagt och forte starkt på musikspråket italienska. Numera används bara den kortare formen i Sverige. På italienska säger man fortfarande "pianoforte"; på tyska säger man rätt och slätt "Klavier".
En ibland använd annan definition av både "pianino" och "kammarpiano" är att man reserverar endera termen för ett stående piano med förminskad resonansbotten, bara obetydligt högre än klaviaturen. I praktiken vacklar språkbruket, särskilt utanför musikervärlden. Ett sådant extralågt piano har ofta också kortare klaviatur, det vill säga färre toner, än ett fullstort.
Johann Sebastian Bach intresserade sig tidigt för den nya uppfinningen och skrev för instrumentet sitt berömda verk Das wohltemperierte Klavier (2 band, 1722–1723). Han visades pianot först runt 1730 av Silverman. ”Das Wohltemperierte Klavier” skrevs tidigare och då för klaverinstrument såsom cembalo och dylikt. Han stod även i nära kontakt med Gottfried Silbermann som bidrog till att sprida pianot och förbättra dess konstruktion.
Pianot hade under den första hälften av 1700-talet haft en ofta ackompanjerande roll och mindre utpräglad roll som soloinstrument. Flera tonsättare bidrog dock från mitten av 1700-talet till att höja pianots och klavermusikens status, även om det länge inte fästes någon större vikt vilken sorts "klaver" man spelade på – klavikordet kunde man också nyansera på, cembalon var stelare men hördes bra. I fråga om Mozarts pianomusik är det först om hans senare pianokonserter vi säkert kan säga att de är för piano - eller hammarklaver, som under senare årtionden har blivit en alternativ svensk term för att skilja den tidens pianon från de moderna (efter tyskans alternativa term "Hammerklavier" från samma tid).
Johann Andreas Stein uppfann i slutet av 1700-talet den så kallade tyska eller wienermekaniken, där hammaren inte sitter på en särskild list som hos Cristoforis-Sibermanns instrument utan är direkt förankrad i tangenten. 1823 uppfann Sébastien Érard repetitionsmekaniken som innebar att hammaren upprepade gånger kunde slås mot strängen, utan att tangenterna varje gång måste släppas.
Från ungefär den här tiden började man också bygga pianona allt tyngre och kraftigare, med allt tjockare strängar och kraftigare hammare, samtidigt som den äldre träramen ersattes med en gjutjärnsram. Det moderna pianot var färdigutvecklat omkring 1860.
Intresset för det privata pianoutövandet tog fart i början av 1800-talet, till historien hör att borgerligheten i direkt koppling till franska revolutionen fick en starkare ställning och därmed musicerade mer i hemmen. Vanligt förekommande var mindre pianostycken, inte sällan av enkel karaktär som folk kunde spela och framföra privat. Exempel på detta går att hitta i musik av bland många andra Beethoven, Schubert, Mendelssohn, Chopin, Schumann, Brahms, Grieg.
En avart är spikpianot.

## Relaterade yrken
Olika yrken är förknippade med piano. En biografpianist var den person som i en biograf ackompanjerade stumfilm med piano. Denne var oftast placerad nedanför filmduken och underströk filmens händelser med improviserade eller inlärda passager.
Andra yrkesbenämningar är konsertpianist och jazzpianist.